# Eucalyptus koolpinensis
Eucalyptus koolpinensis ist eine Pflanzenart innerhalb der Familie der Myrtengewächse (Myrtaceae). Sie kommt nur an einem Standort im Norden des australischen Northern Territory im südlichen Teil des Kakadu-Nationalparks vor und wird dort „Koolpin Box“ genannt.

## Beschreibung

### Erscheinungsbild und Blatt
Eucalyptus koolpinenesis wächst als Baum bis über 10 Meter hoch. Die Borke verbleibt am gesamten Baum, ist grau bis grau-braun mit weißlichen Flecken und faserig-stückig. Öldrüsen gibt es sowohl im Mark als auch in der Borke.
Bei Eucalyptus koolpinensis liegt Heterophyllie vor. Die Laubblätter sind stets in Blattstiel und Blattspreite gegliedert. An mittelalten Exemplaren ist die Blattspreite lanzettlich bis eiförmig, gerade, ganzrandig, und matt grün. Die auf Ober- und Unterseite gleichfarbig matt grüne oder blaugrün bemehlte und bereifte Blattspreite an erwachsenen Exemplaren ist eiförmig bis kreisrund, relativ dick, gerade, verschmälert sich zur Spreitenbasis hin und besitzt ein gerundetes oder ausgerandetes oberes Ende. Der Blattstiel ist im Querschnitt schmal abgeflacht oder kanalförmig. Die erhabenen Seitennerven gehen in einem stumpfen Winkel vom Mittelnerv ab. Die Keimblätter (Kotyledone) sind umgekehrt nierenförmig.

### Blütenstand und Blüte
Endständig an einem im Querschnitt stielrunden Blütenstandsschaft stehen in zusammengesetzten Gesamtblütenständen etwa siebenblütige Teilblütenstände. Die Blütenknospen sind zylindrisch oder konisch und blaugrün bemehlt oder bereift. Die Kelchblätter bilden eine Calyptra, die früh abfällt. Die glatte Calyptra ist konisch oder schnabelförmig, doppelt so lang wie der glatte Blütenbecher (Hypanthium) und ebenso breit wie dieser. Die Blüten sind weiß oder cremeweiß.

### Frucht
Die Frucht ist urnen- oder glockenförmig. Der Diskus ist eingedrückt oder flach, die Fruchtfächer sind  auf der Höhe des Randes oder stehen heraus.

## Vorkommen und Gefährdung
Eucalyptus koolpinensis kommt nur an einem Standort in der Koolpin Gorge im Südteil des Kakadu-Nationalparks vor, der im Norden des Northern Territory liegt.
Eucalyptus koolpinensis wurde 1997 der Roten Liste der gefährdeten Arten der IUCN als „rare“ = „selten“ bewertet, über die aktuelle Gefährdung liegt keine Information der IUCN vor.

## Taxonomie
Die Erstbeschreibung von Eucalyptus koolpinensis erfolgte 1978 durch Ian Brooker und Clyde Robert Dunlop in Australian Forest Research, Volume 8, S. 214, Fig. 8–10. Das Typusmaterial weist die Beschriftung „Koolpin Creek Gorge road, between South Alligator River and Gorge, 29 Sept. 1976, M. I. H. Brooker 5348 (holo, FRI (Fig. 10); iso, DNA, NSW, K)“ auf.